# Miss Universo 1953
Miss Universo 1953, seconda edizione di Miss Universo, si è tenuta a Long Beach (California), negli Stati Uniti d'America il 17 luglio 1953. Christiane Martel, Miss Francia, è stata incoronata Miss Universo 1953.

## Risultati

### Piazzamenti
| Risultato finale   | Concorrente |
| ------------------ | --- |
| Miss Universo 1953 | - Francia - Christiane Martel |
| 2ª classificata    | - Stati Uniti - Myrna Hansen |
| 3ª classificata    | - Giappone - Kinuko Ito |
| 4ª classificata    | - Messico - Ana Bertha Lepe |
| 5ª classificata    | - Australia - Maxine Morgan |
| Top 16             | - Austria - Lore Felger - Canada - Thelma Brewis - Danimarca - Jytte Olsen - Germania - Christel Schaack - Italia - Rita Stazzi - Norvegia - Synnøve Gulbrandsen - Panama - Emita Arosemena - Perù - Mary Ann Sarmiento - Sudafrica - Ingrid Mills - Turchia - Ayten Akyol - Uruguay - Alicia Ibáñez |

### Riconoscimenti speciali
I concorsi Miss Universo e Miss USA venivano organizzati nella stessa serata, perciò candidate di entrambi i concorsi erano eleggibili per i riconoscimenti speciali.
| Riconoscimento              | Concorrente                                           |
| --------------------------- | ----------------------------------------------------- |
| Miss Congeniality           | - Stati Uniti d'America - Louisiana - Jeanne Thompson |
| Most Popular Girl in Parade | - Stati Uniti d'America - Illinois - Myrna Rae Hansen |

## Concorrenti
- Alaska - Muriel Hagberg
- Australia - Maxine Morgan
- Austria - Lore Felger
- Belgio - Elayne Cortois
- Canada - Thelma Elizabeth Brewis
- Danimarca - Jytte Olsen
- Filippine - Cristina Monson Pacheco
- Finlandia - Teija Anneli Sopanen
- Francia - Christiane Magnani
- Germania - Christel Schaack
- Giappone - Kinuko Ito
- Grecia - Doreta Xirou
- Hawaii - Aileen Lauwae Stone
- Italia - Rita Stazzi
- Messico - Ana Bertha Lepe Jiménez
- Norvegia - Synnøve Gulbrandsen
- Panama - Emita Arosemena Zubieta
- Perù - Mary Ann Sarmiento
- Porto Rico - Wanda Irizarry
- Stati Uniti - Myrna Rae Hansen
- Sudafrica - Ingrid Rita Mills
- Svezia - Ulla Sandkler
- Svizzera - Danielle Oudinet
- Turchia - Ayten Akyol
- Uruguay - Ada Alicia Ibáñez Amengual
- Venezuela - Gisela Bolaños Scarton

### Debutti
- Austria
- Svizzera

### Ritiri
- Cile
- Cuba
- Gran Bretagna
- Hong Kong
- India
- Israele